# LONELY★WILD
「LONELY★WILD」（ロンリー・ワイルド）は、布袋寅泰の楽曲である。1992年7月22日に東芝EMIより5枚目のシングルとして発売された。

## 解説
3rdアルバム『GUITARHYTHM III』の先行シングル。B面の「DIVING WITH MY CAR」と共にアルバムにはアレンジバージョンが収録されている。
ジャケットデザインは封書をモチーフにしている。

## 収録曲
| 全作詞・作曲・編曲: 布袋寅泰。 |                        |          |            |      |
| #                              | タイトル               | 作詞     | 作曲・編曲 | 時間 |
| 1.                             | 「LONELY★WILD」        | 布袋寅泰 | 布袋寅泰   | 5:03 |
| 2.                             | 「DIVING WITH MY CAR」 | 布袋寅泰 | 布袋寅泰   | 3:29 |
| 合計時間:                      | 合計時間:              | 8:32     |            |      |

## 曲解説
1. LONELY★WILD
三貴『ブティックJOY』CFソング。
布袋自身にとって非常に思い入れの強い曲であり、著書「よい夢を、おやすみ。」にて「心からこの曲を愛している」と評したり、コンサートでは「（ファンも含めた）俺たちのテーマソング」と語っている[1]。
ライブでは最後の曲として演奏されることが多い[2]。
2. DIVING WITH MY CAR

## 収録アルバム
LONELY★WILD
- GUITARHYTHM III（UPPER VERSION）
- GUITARHYTHM WILD
- GUITARHYTHM FOREVER Vol.2
- GREATEST HITS 1990-1999
- ROCK THE FUTURE TOUR 2000-2001
- 布袋寅泰 ライブ in 武道館
- ALL TIME SUPER BEST
- MTV UNPLUGGED

DIVING WITH MY CAR
- GUITARHYTHM III（RED ZONE VERSION）
- GUITARHYTHM WILD
- GUITARHYTHM FOREVER Vol.1（RED ZONE VERSION）